# プリイェドルの虐殺
プリイェドルの虐殺（プリイェドルのぎゃくさつ）、プリイェドルの民族浄化、あるいはプリイェドル・ジェノサイド

（セルビア語・ボスニア語・クロアチア語:Genocid u Prijedoru）は、ボスニア・ヘルツェゴビナ紛争中の1992年、セルビア人の政治的および軍事的指導のもとで、主にボシュニャク人の民間人を対象に、ボスニア・ヘルツェゴビナのプリイェドル地域で行われた一連の戦争犯罪である。スレブレニツァの虐殺に次いで、その規模はボスニア・ヘルツェゴビナ紛争で行われた虐殺の中で2番目に大きなものである。サラエヴォに拠点を置く「サラエヴォ研究・文献情報活動センター」によると、プリイェドル出身の5,200人のボシュニャク人およびクロアチア人がこの間に死亡するか行方不明となり、その周辺地域も合わせればその数はおよそ14,000人に達する。

## 背景
1991年6月のスロベニアおよびクロアチアの独立宣言につづいて、プリイェドル自治体の状況は急速に悪化していった。クロアチアでの戦争が始まると、地域のセルビア人、クロアチア人、ボシュニャク人の共同体の間での緊張関係が高まった。
ボシュニャク人とクロアチア人は、セルビア人のプロパガンダ流布によって次第に姿をあらわしてきた危険と恐怖の高まりによって、自治体から脱出を始めた。自治体の新聞（"Kozarski Vjesnik"）は、非セルビア人に対する敵対感情を公然と表すようになった。セルビア人によるマスメディアは、セルビア人たちに武装を呼びかける宣伝をした。「ウスタシャ」（Ustaše）、「ムジャーヒディーン」（Mudžahedini）、「緑ベレー帽」（Zelene beretke）といった用語が、非セルビア人を意味する言葉として頻繁にメディアに登場した。プリイェドル・ラジオは、クロアチア人やボシュニャク人を侮辱するプロパガンダを流布した。コザラ山（Kozara）の送信機が1991年8月にセルビア人の準軍事組織・「ヴチャク（Vučak）の狼」にのっとられたことにより、TVサラエヴォの放送は受信できなくなった。それに代わってこの送信機からは、ベオグラードやバニャ・ルカから発信される、セルビア人の過激な政治家らのインタビューや、社会主義時代は禁じられていたセルビア人の民族主義者の歌などが繰り返し流された。

## 乗っ取り前の政治的状況
1992年1月7日、ボスニア・ヘルツェゴビナ・セルビア人共和国が建国を宣言する2日前、12月19日にプリイェドル自治体のセルビア人議員らと、地元のセルビア民主党の支部は、「緊急事態による、ボスニア・ヘルツェゴビナのセルビア人機関の組織と活動に関する命令」を採択した。ミロミル・スタキッチ（Milomir Stakić）は、後に、クロアチア人およびボシュニャク人に対する複数の人道に対する罪で旧ユーゴスラビア国際戦犯法廷（ICTY）に訴追された人物であるが、このスタキッチはプリイェドル自治体の議会議長に選出された。その10日後にあたる1992年1月17日、議会は、独自のセルビア人による領域を作るため、「ボスニア・クライナ自治州」への編入を採択した。
1992年4月23日、セルビア民主党は、特に、すべてのセルビア人部隊はユーゴスラビア人民軍（JNA）との協力の元、自治体を乗っ取ることを決定した。1992年4月の末には、複数の秘密の警察署が自治体各地に設けられ、1500人を超える武装したセルビア人らは自治体乗っ取りに加担した。

## 乗っ取り
セルビア民主党に属するセルビア人政治家らによって、地域の乗っ取りの宣言が準備された。宣言は、乗っ取りが完了した翌日にプリイェドル・ラジオを通じて読み上げられ、一日中繰り返して放送された。乗っ取りを計画している段階では、乗っ取りに加担するのに十分な量のセルビア人の警官の人数は400人であるとされた。乗っ取りの対象は、自治体の市長、副市長、郵便局長、警察署長などの地位と定められた。
4月29日から4月30日にかけての夜、権力の乗っ取りは実行に移された。公共の治安機関と予備警察隊はプリイェドル市内のチルキン・ポリェ（Čirkin Polje）に集まった。集まったのはすべてセルビア人であり、その中には軍服を着ている者もいた。彼らは、大きく5つの集団に分けられ、それぞれ自治体乗っ取り計画のタスクを割り当てられた。それぞれの集団は約20人から構成され、それぞれにリーダーがいる。それぞれの集団は、特定の建物の支配権を奪うよう命じられている。あるグループは議会庁舎を乗っ取る計画を任されていた。別のグループは自治体でメインの警察署の建物の乗っ取りを任され、また別のグループは裁判所を、銀行を、そして郵便局を乗っ取るタスクを担っていた。
旧ユーゴスラビア国際戦犯法廷（ICTY）は、セルビア人政治家による自治体の乗っ取りは、違法なクーデターであり、純粋にセルビア人のみによる自治体を作るという究極の目的のために、長期にわたって計画・立案されてきたものであると結論付けている。この計画は秘密のものではなく、セルビア人の警察や軍隊、政治家らによって立案された計画に基づいてクーデターは実施されたものとしている。その中で主導的な役割を果たした者の一人がミロミル・スタキッチ（Milomir Stakić）であり、スタキッチは乗っ取り後の自治体の政治において支配的な立場となった。

## 市民への武力攻撃
乗っ取りの後、自治体の市民生活は一転した。プリイェドル自治体の非セルビア人市民の間では、緊張と恐怖が一挙に増大した。プリイェドルの町でのセルビア人の兵力の存在感は大きく増していた。武装した兵士らは、プリイェドルの町のすべての高い建物の上に配置されており、セルビア人の警察は自治体の各所に検問所を設けた。
ICTYによるミロミル・スタキッチの裁判で法廷は、1992年に自治体の領域内において、多くの人々が、セルビア人勢力によるボシュニャク人主体の町や村への攻撃によって殺害され、ボスニア・ムスリム人に対する複数の虐殺が起こり、またボスニア・ムスリム人に対する複数の大規模な蛮行があったことは、合理的な疑いなく証明されたと認定した。

### プロパガンダ
乗っ取り後、プリイェドル・ラジオは、セルビア人民族主義的な思想を流布した。その中では、非セルビア人を犯罪者扱いし、また罰せられるべき極論主義者であるとした。その一例として、侮辱的な用語を用い、非セルビア人らを「ウスタシャ」、「ムジャーヒディーン」、「ゼレネ・ベラクテ」等と呼んだ。印刷・放送の双方のマスメディアがプロパガンダを流布しており、ICTYではそれらを「まったくの虚構である」と結論付けている。流布されたプロパガンダの中には、次のようなものが含まれる。
ボシュニャク人の政治家、ミルサド・ムヤジッチ（Mirsad Mujadžić）は、セルビア人女性に男児を産めないようにする薬を注入していると糾弾された。クロアチア人のジェリコ・シコラ（Željko Sikora）は、「怪物医師」と呼ばれ、セルビア人女性が男児を妊娠したら中絶させ、またセルビア人の男児を去勢しているとされた。さらに、1992年6月10日のKozarski Vjesnikの記事では、オスマン・マフムリン（Osman Mahmuljin）が、心臓病を持っていたセルビア人の同僚ジヴコ・ドゥキッチ（Živko Dukić）に対して故意に誤った薬物投与を行ったとしている。そして、ラドイカ・エレンコヴ（Radojka Elenkov）がマフムリンによってはじめられた治療を中断したことによって一命を取り留めたとしている。
これらの主張は、セルビア人らに対して非セルビア人を集団攻撃するようけしかける目的で広く流布され、特に社会的地位の高い非セルビア人を対象としてでっち上げられたものである。その対象とされた中には、ムハメド・チェハイッチ（Muhamed Ćehajić）、ツルナリッチ（Crnalić）、エソ・サディコヴィッチ（Eso Sadiković）、オスマン・マフムリン（Osman Mahmuljin）などがいた。スタキッチに対するICTYの裁判の中で、Kozarski Vjesnikの監修者ミレ・ムティッチ（Mile Mutić）やジャーナリストのラデ・ムティッチ（Rade Mutić）らが、地元のセルビア人政治家と頻繁に会合し、次に流布するべきプロパガンダについて知らされていたと結論づけている 。

### セルビア人兵力の強化
乗っ取りから数週間の間、プリイェドルのセルビア人当局は、彼らの上層部の決定を履行するため、彼らの地位を軍事的に強化することに努めた。1992年5月12日、独自に設置された「セルビア人議会」は、ボスニア・ヘルツェゴビナから撤退することになっていたユーゴスラビア人民軍（JNA）の部隊を集め、ラトコ・ムラディッチを司令官としてセルビア人による軍（スルプスカ共和国軍; VRS）を設立した
。
スルプスカ共和国軍の少佐ラドミロ・ジェリャヤ（Radmilo Željaja）は最後通牒を発し、自治体に住むボシュニャク人市民らに対して、武器をセルビア人の軍に引き渡し、スルプスカ共和国への忠誠を誓い、動員命令に応じるよう求めた。最後通牒ではまた、いかなる抵抗も罰せられると脅迫した。ほとんどの箇所で、対象となった市民はこれらの要求を受け入れ、武器を引き渡せば安全は保障されると信じ、彼らの所持する小銃や拳銃を許可証とともに引き渡した。兵士らによる非セルビア人の家屋に対する家宅捜索が行われ、見つかった武器はすべて押収された。

### 非セルビア人の家屋のマーキング
多くの非セルビア人は乗っ取り以降に雇用を解かれた。一般的な傾向は、地域のセルビア人当局の決定を反映してのものであった。たとえば、ボスニア・クライナ自治州危機スタッフは、すべての公有企業、共同出資企業、国有機関、公共施設、内務省、スルプスカ共和国軍を保有しており、この危機スタッフを掌握できるのはセルビア国籍を持つ者のみであった。
ラジオから流される発表はまた、非セルビア人らに対して、セルビア人当局への忠誠を示すため、彼らの家屋の外に白い布を吊るすよう命じた。欧州連合監視団（ECMM）とともに1992年8月末にプリイェドルを訪れたチャールズ・マクレオド（Charles McLeod）は、セルビア人とボスニア・ムスリム人が混在する村を訪れた際、ボシュニャク人（ボスニア・ムスリム人）の家屋は屋根に白い旗をつけて識別できるようになっていたと証言した。この証言は、ECMMのバーナバス・メイヒュー（Barnabas Mayhew）の証言によって再確認された。メイヒューの証言では、ボスニア・ムスリム人の家屋は、セルビア人の家屋と識別できるように、白い旗が掲げられていたとしている。

### ハンバリネへの攻撃
ハンバリネ（Hambarine）は、プリイェドル自治体にあるボシュニャク人主体の村であった。1992年5月22日、セルビア人の支配するユーゴスラビア人民軍（JNA）は、ハンバリネの住民に対して最後通牒を発した。村の住民らは、ユーゴスラビア人民軍への攻撃に関与したとされた人物を引き渡すよう求められた。最後通牒は受け入れられず、正午ごろ、村に対する砲撃が始まった。砲撃は北西のカラネ（Karane）、ウリイェ（Urije）、およびトピチ丘（Topić）の3方向から行われた。2台ないし3台のセルビア人の戦車と、およそ1000人程度の兵士が攻撃に加わった。ハンバリネに対する砲撃は15時ごろまで続けられた。ボシュニャク人の住民たちは村を守ろうとしたものの、村人たちはハンバリネを離れて他の村へ避難を余儀なくされ、避難のさなかにセルビア人兵士に見つかった者は殺害されたり強姦されたりした。家々は略奪を受けた。その後、軍事活動はクレヴォ（Kurevo）の森へと集中していった。

### コザラツへの攻撃
コザラツの町を取り囲むコザラツ地域には、カミチャニ（Kamičani）、コザルシャ（Kozaruša）、スシツィ（Susici）、ブルジャニ（Brđani）、バビチ（Babići）などの村々があった。ボスニア・ヘルツェゴビナ紛争前には、コザラツの住民の98%から99%はボシュニャク人であり、その他はロマ、ウクライナ人、クロアチア人、セルビア人などであった。
セルビア人勢力がプリイェドルを乗っ取った後、コザラツの人々は周囲の村々の支配権を守るために、パトロールを組織した。ハンバリネへの攻撃の後、コザラツの町に対しても最後通牒が行われた。ラドミロ・ジェリャヤ（Radmilo Željaja）は、ラジオ・プリイェドルを通じて最後通牒を伝え、コザラツの人々が要求を受け入れなければ、町は破壊されると脅した。最後通牒の後、コザラツのボシュニャク人とセルビア人勢力の間で交渉が持たれたものの、交渉は決裂に終わった。ストヤン・ジュプリャニン（Stojan Župljanin）は、交渉のセルビア人側の代表であり、ジュプリャニンの要求が満たされない場合、武力を持ってコザラツを奪取するとした。ジュプリャニンは後に、ICTYによって戦争犯罪の容疑で訴追され、逃走を続けたラドヴァン・カラジッチや、2008年時点で依然逃走を続けているラトコ・ムラディッチなどに次いで重要な人物として追われている。1992年5月21日、コザラツのセルビア人住民は町を去った。コザラツはその直後に包囲され、電話回線は切断された。5月22日から23日にかけての夜、プリイェドルの町の方角で轟音が鳴り響き、火はハンバリネからも見られた。
攻撃は1992年5月25日に始まり、5月27日の13時まで続いた。軍の一団が2つの隊に分かれてコザラツに接近し、家屋や監視所に向けて発砲し、同時に、丘からは砲弾が打ち込まれた。射撃は、この地域を脱出しようとする人々に対して向けられた。包囲は厳しく、容赦なく行われた。5000人を超えるセルビア人の兵士や戦闘員らが攻撃に参加した。セルビア人勢力には、2つの105mm榴弾砲砲兵中隊と1つのM-84戦車戦隊の支援を受けた第343自動化旅団も含まれていた。包囲攻撃の後、セルビア人勢力は、町の各戸にいる人々を射撃し、降伏した者をコザラツのサッカー競技場へと連行し、そこで無差別に射撃した。家にいたすべての人々が殺害されるか脱出した後、兵士らは家々に放火した。攻撃によって、コザラツの財物は大規模に破壊された。攻撃によって壊されなかった家々は、重機によって破壊された。コザラツの医療センターもこのときに損害を受けた。攻撃は1992年5月26日まで続けられた。この日、大部分の人々はセルビア人勢力に投降した。セルビア人当局は、降伏を望んだものは全て、隊列を組んで域外に退去し、その間停戦は守られると説明した。後に、この退去者の隊列がバニャ・ルカ＝プリイェドル道路に達したとき、男性と女性に分離された。女性らはトルノポリェ強制収容所（Trnopolje）に送られ、男性らはオマルスカ強制収容所（Omarska）やカラテルム強制収容所（Keraterm）に送られた。後に英国放送協会（BBC）の記者が彼らを見つけたとき、それは大きな衝撃を受けるものであった。多くの女性や子供は攻撃の日にプリイェドルに到着した。プリイェドル出兵小隊は、ダド・ムルジャ（Dado Mrđa）、ゾラン・バビッチ（Zoran Babić）らに率いられており、小隊はここで女性や子供らに対して虐待を始めた。この日のうちの、より後になってから、バスが到着し、女性や子供たちはバスに乗るよう命じられ、トルノポリェ強制収容所へ送られた。
負傷者らはコザラツを去ることを許されなかった。たとえば、ICTYでのメルジャニッチ（Merdžanić）の証言によれば、彼は負傷した2人の子供を連れ出すことを認められなかった。2人のうち1人は完全に両足を損壊していた。代わりに、全ての汚れたムスリム（セルビア語: balija）はこの場で死ぬものと告げられた。攻撃の最中に、少なくとも100人が殺害され、1,500人が強制収容所に連行された。スルプスカ共和国軍の参謀総長であった大佐のドラガン・マルチェティッチ（Dragan Marčetić）により1992年5月27日に送られた報告書では、コザルシャ（Kozaruša）、トルノポリェ（Trnopolje）、ドニ・ヤクポヴィチ（Donji Jakupovići）、ゴルニ・ヤクポヴィチ（Gornji Jakupovići）、ベンコヴァツ（Benkovac）、ラコヴィチ（Rakovic）を含むコザラツ周辺地域では、全てのボシュニャク人が一掃された（80-100人は殺害、1,500人は捕獲、100人から200人はコザラ山（Kozara）で逃走中）とした。
国際司法裁判所でのボスニアとセルビアによるジェノサイド裁判（Bosnia v. Serbia Genocide Case）での専門家委員会報告書では、コザラツへの攻撃は3日間続き、兵士らが「あらゆる動くもの」を射撃する中、森へと逃げ込んだと述べた。生存者によると、少なくとも2000人の村人がこの間に殺害された。村人たちによる防戦は5月26日に終わりを迎えた。村人らは10分以内にコザラツのサッカー競技場に集まるよう呼びかけられた。しかし、多くの人々は家を去る機会を与えられる前に、彼らの家で殺害された。ある証言によると、数千人の人々が白旗を掲げて投降を試みたが、3台のセルビア人勢力の戦車は彼らに対して攻撃を加え、多くの人々を殺害したとしている。

## 強制収容所
コザラツとハンバリネで虐殺が行われている間、セルビア人当局は強制収容所を設立し、その運営の責任者を決定していた。

### ケラテルム強制収容所
ケラテルム強制収容所は、工場を改装して1992年5月23日から24日ごろにかけて作られた強制収容所である。収容所には4つの部屋があり、2号室がもっとも広く、3号室は最も狭かった。1992年6月の下旬の時点で、ここには1,200人が収容されていた。毎日、人々が連れ込まれ、また連れ出されていった。7月下旬になると、目に見えて収容者の数が増大した。拘禁されている者はほとんどがボスニア・ムスリム人で、その他にクロアチア人もいた。収容者たちは、大きな倉庫の中で、物を運ぶために使われていた木製の台や、むき出しのコンクリートの上にそのまま寝た。状況は狭苦しく、人々は時に重なり合って寝た。1992年6月、1号室には320人が収容され、その数は増大していった。捕虜たちは1日に1食、2切れの小さなパンと、シチューを与えられた。捕虜たちに与えられる食糧は十分ではなかった。

### オマルスカ強制収容所
オマルスカの鉱山施設は、プリイェドルから20キロメートル離れたところにあった。最初の捕虜たちは1992年5月の下旬、26日から30日の間にこの地に連行された。オマルスカ強制収容所はすぐに満員となり、捕虜たちのなかには2つの建物の間に留め置かれる者もいた。この区域は特別に取り付けられたスポットライトで照射された。女性の収容者は隔離され、管理棟に収容された。プリイェドルのセルビア人当局の文書によれば、1992年の5月27日から8月16日の間に、3,334人が収容されていた。うち3,197人はボシュニャク人（ボスニア・ムスリム人）であり、125人はクロアチア人であった。
最初の捕虜たちが到着したとき、収容所周辺を常時監視する守衛の職務が創設された。収容所周辺には対人地雷が設置された。収容所の環境はきわめて劣悪であった。「ホワイト・ハウス」と呼ばれた建物には、20平方メートルに満たない小部屋に45人が押し込められていた。収容された捕虜たちの顔はゆがみ、血痕が付いており、また壁にも血痕が付いていた。初期のころから、捕虜たちは拳や銃床、木や金属の棒で恒常的に殴られていた。守衛らは捕虜を殺害しようと思ったときには、心臓や腎臓の付近を殴った。「車庫」には、150人-160人ほどの人々が「イワシのように」詰め込まれており、室温は耐え難いほどになっていた。最初の数日の間、捕虜たちは外出を許されず、ガソリン缶に入った水と、少量のパンしか与えられなかった。捕虜たちは夜の間に窒息することもあり、朝になると遺体が外に運び出された。食堂の裏の部屋は「ムヨ（Mujo）の部屋」と呼ばれていた。この部屋の大きさは12メートル×15メートルほどであったが、収容者の人数は平均で500人に達しており、そのほとんどはボシュニャク人であった。収容所に送られた女性らは尋問室に収容され、血液や皮膚、毛などのために毎日部屋を掃除しなければならない状況であった。収容所で捕虜たちは、人々が殴られてうめき、泣き叫ぶ声を耳にしている。
オマルスカ強制収容所の収容者たちは、1日に1回の食事しか与えられなかった。与えられる食事は質の悪いものであり、通常、食べ物を与えられ、食べ、そして皿を返却するまで、3分程度となっていた。食事に際しても、頻繁に暴力を受けた。トイレは閉鎖され、人間の排泄物がいたるところにあった。イギリスのジャーナリスト、エドワード・ヴァリャミー（Edward Vulliamy）は、彼が収容所を訪れたとき、収容者たちは肉体的にきわめて貧弱な状態にあったと証言した。ヴャリャミーは、捕虜たちが器に1杯のスープとパンを食べる様子を見て、彼らが長い間飢えにさらされているとの印象を受けた。彼らはとてもおびえている様子だった。捕虜たちは、工業排水によって汚染された川の水を飲み、下痢や赤痢を患っていた。捕虜たちに対していかなる犯罪歴も記録されておらず、また捕虜たちも自身が収容されている嫌疑の内容を知らされることはなかった。明らかに、彼らの拘禁を正当化する理由は存在しなかった。
オマルスカ収容所は、外国人ジャーナリストの訪問後まもなく、1992年8月6日あるいは7日に閉鎖された。オマルスカ収容所の捕虜たちは、グループ別に分けられ、それぞれ別の方面に送られた。1,500人程度が20台のバスで移送された。

### トルノポリェ強制収容所
トルノポリェ強制収容所は、トルノポリェ（Trnoplje）の村に1992年5月24日に設置された。強制収容所は全方位からセルビア人勢力の兵士が監視していた。収容所周辺には、機関銃の陣地や、武装した監視地点があり、その銃口を収容所へと向けていた。収容所には数千人が拘禁されており、その大多数はボスニア・ムスリム人、また一部はクロアチア人であった。推計によれば、1992年8月7日の時点で、およそ5,000人の捕虜がここに収容されていた。女性や子供たちも、軍務可能年齢にある男性らとともにトルノポリェ収容所に収容されていた。強制収容所の捕虜たちは入れ替わりが激しく、多くの人々はトルノポリェに送り込まれてから別の収容所などに移送されるまで1週間未満にとどまった。平均的に、与えられる食事の質は悪く、収容者たちは飢餓状態に陥った。さらに、水の供給も十分ではなく、トイレ設備も不十分であった。収容者の多くは屋外で寝た。セルビア人兵士らは野球のバットや鉄の棒、ライフルの銃床、あるいは彼らの腕や脚など、可能なあらゆるものを用いて捕虜たちに暴行を加えた。捕虜たちは質問を受けるために個別に収容所外に連れ出され、彼らの多くは打ち傷や切り傷を伴って戻ってきた。トルノポリェに拘禁された女性らは夜間にセルビア人兵士らに連行され、強姦やその他の性的暴行を受けた
スロボダン・クルゾヴィッチ（Slobodan Kuruzović）はトルノポリェ強制収容所の司令官であり、1992年のその在任中に延べ6,000人ないし7,000人がトルノポリェに収容されていた。収容された人々はいかなる犯罪行為で有罪となったこともなかった。国際赤十字が1992年8月中旬に収容所を訪れた。その数日後、捕虜たちは登録を受け、登録証を交付された。収容所は9月30日に公式に閉鎖されたものの、3,500人程度がその期日を過ぎてもなおトルノポリェに留め置かれたことが証拠により明らかとなっている。その後、彼らは中央ボスニアのトラヴニクに移送された

### その他の収容施設
このほかにもプリイェドル自治体には複数の収容施設があり、ボシュニャク人やその他の非セルビア人を収容していた。これらの収容施設には、ユーゴスラビア人民軍の兵舎や、ミシュカ・グラヴァ・コミュニティ・センター（Miška Glava）、SUPビルディングとして知られる警察の建物などがあった。
プリイェドルのユーゴスラビア人民軍の兵舎は、ジャルコ・ズゴニャニン（Žarko Zgonjanin）の兵舎と呼ばれていた。ここは、捕虜たちの移送の拠点として使用されていた。ビシュチャニ（Bišćani）の民族浄化から逃れていた人々の中には、セルビア人兵士にだまされ、ミシュカ・グラヴァに連行された。翌朝に彼らは呼び出され、尋問を受け、殴打された。このパターンが数日間にわたって続いた。リズツァノヴィチ（Rizvanovići）の村の出身の複数の人々は、兵士によって連れ出され、以降目撃されていない。およそ100人の男性らはユーゴスラビア人民軍の兵士や予備警察によってカライェヴォ（Kalajevo）近くの森の中で捕獲され、ミシュカ・グラヴァに連行された。拘禁部屋はSUPのメインの棟の裏側にあった。また、このほかにも夜間に連行され、殴打される野原もあった。SUPに拘禁された捕虜たちは、日常的に脅迫されたり侮辱されたりした。守衛らは、捕虜たちを「バーリヤ」と呼んだ。「バーリヤ」とは賎民を意味し、ムスリム農民に対する侮辱に用いられる。

## 収容所での殺害
プリイェドルの民族浄化の間、収容所の内外では多くの殺害が行われていた。
スタキッチ裁判において提示された証拠の要旨では、法廷は100人を超える人々が1992年7月にオマルスカ強制収容所で殺害されたと認定した。およそ200人がハンバリネからオマルスカ強制収容所に1992年7月に到着した。彼らはその直後に「ホワイト・ハウス」と呼ばれる建物に収容された。7月17日の午前1時から2時ごろから、夜明けごろにかけて、連続的に銃声が響く音が聞かれた。多くの遺体が「ホワイト・ハウス」の前に見られた。収容所の守衛の中の一人、ジヴコ・マルマト（Zivko Marmat）は、遺体にむけてさらに射撃を加えている姿が目撃されている。全ての犠牲者は、頭にもう一発ずつ打ち込まれた。遺体はその後トラックに載せられ、持ち去られた。このとき、合計で、180程度の遺体があった。
1992年7月24日、ケラテルム収容所で虐殺が発生し、「3号室虐殺事件」と呼ばれている。虐殺事件は、この収容所では初めての収容所内での大規模殺戮であった。以前に行われたブルド（Brdo）の民族浄化によって捕虜となった新しいボシュニャク人の収容者たちは、3号室に監禁された。最初の数日間、彼らは食事を取ることを禁じられ、殴打や虐待の対象となった。虐殺の当日、大人数のセルビア人兵士らが軍服と赤いベレー帽を身に付けて収容所に到着した。3号室の前には機関銃が設置された。この夜、射撃の音とうめき声が3号室から聞こえた。機関銃が射撃を始めた。翌日の朝、3号室の壁は血にまみれていた。そこには、遺体と負傷者が山積みとなっていた。守衛らはドアを開け、このように言った:「この腐った汚いムスリム共を見ろよ。こいつら自分たちで殺しあっているぞ」。3号室の外の床も血で覆われていた。トラックが到着し、1号室の捕虜1人が遺体をトラックに積む作業を手伝った。その後、遺体を満載したトラックは、それを持ち去っていった。作業を行った1号室の捕虜は、トラックには全部で128の遺体があったことを報告した。トラックが去った後、トラックから流れ落ちた血の跡を確認することができた。その後この日のうちに、3号室を掃除するために消防車が到着した。

## 関連文献
- 多谷千香子 (2005年10月20日). 「民族浄化」を裁く―旧ユーゴ戦犯法廷の現場から. 日本、東京: 岩波書店. ISBN 978-4004309734